# Roupala gracilis
Roupala gracilis är en tvåhjärtbladig växtart som beskrevs av Meissn.. Roupala gracilis ingår i släktet Roupala och familjen Proteaceae. Inga underarter finns listade i Catalogue of Life.